# Universidade Maputo
A Universidade Maputo (UniMaputo ou UM) é uma instituição pública de ensino superior, mantida pelo governo de Moçambique. Como universidade, foi a primeira e é a única pública totalmente vocacionada para a formação de professores no país. Pela letra da lei seu nome é Universidade Maputo, mas é mais conhecida como Universidade Pedagógica de Maputo, ou somente pelo seu nome anterior, Universidade Pedagógica.
A UniMaputo tem a sua sede e campus principal em Maputo e, até 2019, tinha delegações em todas províncias do país, quando foi afetada por uma extensa reforma administrativa que limitou a sua competência à capital nacional.

## Histórico
A Universidade Maputo (UniMaputo) foi fundada em 1985 como Instituto Superior Pedagógico (ISP), por diploma ministerial nº 73/85, de 4 de dezembro, como uma instituição vocacionada para a formação de professores para todos os níveis do Sistema Nacional de Educação (SNE) e de quadros da educação. Quando da sua criação, a instituição funcionou nas instalações da Escola Preparatória General Joaquim José Machado, em Maputo.
Em 1989 entra em funcionamento a Delegação da Beira, ocupando as instalações da então Escola Comercial Patrice Lumumba. O ISP torna-se, então, na primeira instituição superior a ter um campus fora capital do país.
Ainda em 1995, dez anos após a abertura da instituição, o ISP passa a categoria de universidade, sob o nome Universidade Pedagógica (UP), com a aprovação dos estatutos, amparados pelo Decreto presidencial 13/95, de 25 de abril.
Em 2019, após uma profunda reforma administrativa, amparada pelo decreto nº 5/2019, de 15 de fevereiro, a universidade ficou resumida à cidade de Maputo, sendo que suas delegações fora da capital nacional tornaram-se a Universidade Save, a Universidade Púnguè, a Universidade Licungo e a Universidade Rovuma. A mesma reforma alterou a denominação histórica de UP, passando a denominar-se Universidade Maputo (UniMaputo).

## Estrutura
A estrutura orgânica da UniMaputo é composta por faculdades e escolas superiores, sendo estas:
- Faculdade de Ciências da Linguagem, Comunicação e Artes
- Faculdade de Ciências Sociais e Filosofia
- Faculdade de Educação e Psicologia
- Faculdade de Educação Física e Desporto
- Faculdade de Ciências Naturais e Matemática
- Faculdade de Ciências da Terra e Ambiente
- Faculdade de Engenharias e Tecnologias
- Faculdade de Economia e Gestão

## Desporto
A universidade tem ligado à sua estrutura uma das principais equipas multidesportivas da nação, o Clube da Universidade Pedagógica.